# Petro Kilekwa
Petro Kilekwa (còn gọi là Chilekwa, sinh cuối những năm 1860, 1870 - mất năm 1967) là một người đàn ông Châu Phi, người từng bị bắt làm nô lệ, về sau trở thành một giáo viên và linh mục Anh giáo. Ông xuất bản cuốn tự truyện của mình năm 1937 với tựa đề Slave Boy to Priest: The Autobiography of Padre Petro Kilekwa (tạm dịch: Từ cậu bé nô lệ trở thành linh mục: Tự truyện của Padre Petro Kilekwa).

## Tiểu sử
Kilekwa sinh ra ở Zambia, trong một ngôi làng ở Bissa, thuộc bộ tộc Mbisa, gần hồ Bangweulu. Ông được sinh ra với cái tên "Chilekwa"; ông viết trong cuốn tự truyện của mình rằng Ki- "là một tiền tố của tiếng Swahili". Ông bị bắt làm nô lệ trong những năm 1870 khi còn là một cậu bé trong thời gian mà ông cho là "cuộc chiến tranh Maviti" (thuật ngữ này có thể chỉ "bất kỳ một nhóm cướp nào hơn là một nhóm dân tộc cụ thể"). Mẹ của Kilekea không có tiền để trả tiền chuộc tám yard vải hoa nên ông bị đưa đến bờ biển để đến Vịnh Ba Tư. Tuy nhiên, con tàu chở những người nô lệ bao gồm ông đã bị chặn lại bởi Hải quân Hoàng gia, và toàn bộ nô lệ được đưa đến Muscat bằng chiếc thuyền mang tên HMS Osprey. Tất cả những người nô lệ đã dành một tháng hoặc lâu hơn ở đó, nhưng sau đó Kilekwa và một cậu bé khác, Mambwala, đã tình nguyện phục vụ trên Osprey và trở thành thủy thủ. Họ làm những công việc lặt vặt trong khi con tàu Osprey tìm kiếm các tàu nô lệ và đi  khắp vùng vịnh và ngược sông Euphrates đến Basra (thuộc Iraq ngày nay). Một ngày nọ, khi hầu hết các thủy thủ đang ở trên bờ ở Bushehr, Ba Tư thì những kẻ bắt nô lệ cố gắng bắt cóc họ nhưng bị ngăn cản. Họ đi đến tận Ấn Độ và tới Bombay. Khi con tàu Osprey quay trở lại Anh, cả hai được chuyển sang tàu HMS Bacchante, và họ có mặt ở Bombay để tham dự Lễ kỷ niệm Vàng của Nữ vương Victoria vào năm 1887.
Kilekwa sau đó đến Zanzibar, nơi mà các nhà truyền giáo thuộc Universities' Mission ở Trung Phi đã chăm sóc ông. Ông đã được rửa tội và được đào tạo như một giáo viên. Ông kết hôn với một người phụ nữ có tên Beatrice Muyororo cũng có xuất thân tương tự: bà cũng từng bị bắt làm nô lệ và sau đó được trả tự do bởi Hải quân Anh. Giống như Kilekwa, bà cải đạo sang Cơ đốc giáo và trở thành một giáo viên. Họ cùng nhau giảng dạy gần Hồ Malawi, nơi Kilekwa trở thành phó tế và sáu năm sau là linh mục. Ông được tấn phong vào cuối tháng 6 năm 1917 cùng với ba người khác: Leonard Kangati, Lawrence Cisui, và Gilbert Mpalila.
Đến năm 1949, ông về hưu và sống ở Kiungani (thuộc Vùng Pwani của Tanzania) trên "một sở hữu nhỏ được Chính phủ cho thuê". Ông qua đời năm 1967 ở độ tuổi chín mươi.